# Ferrante II Gonzaga
Ferrante II Gonzaga (em italiano:  Ferrante II ou Ferdinando II Gonzaga; 1563 – 5 de agosto de 1630), foi um nobre italiano, Conde e depois Duque de Guastalla e Príncipe de Molfetta, pertencente ao ramo dito de Guastalla, da Casa de Gonzaga.

## Biografia
Ferrante era filho de César I Gonzaga, Conde de Guastalla e Duque de Amalfi, e de Camilla Borromeo, tendo sucedido ao seu pai em 1575. Em 2 de julho de 1621, o condado de Guastalla foi elevado a Ducado e Ferrante tornou-se o seu primeiro duque.
Ferrante interveio na Guerra da Sucessão de Mântua quando, como primo afastado do último duque reinante, reclamou as coroas dos ducados de Mântua e de Monferrato, após a extinção do ramo principal da Casa Gonzaga, em 25 de dezembro de 1627. Tinha o apoio do imperador Fernando II de Habsburgo, que pretendia reintegrar formalmente Mântua no Sacro Império Romano-Germânico, de quem Ferrante era um fiel aliado. Mas ele acabou vencido pelo candidato francês Carlos Gonzaga, Duque de Nevers e de Rethel que se tornou soberano dos ducados italianos.
Quando a paz foi formalizada em 1631 Ferrante já falecera, mas o seu filho e herdeiro, César II, foi compensado com Luzzara e Reggiolo.

## Casamento e descendência
Ferrante II casou com Vitória Doria (1569–1618), filha de Giovanni Andrea Doria, de quem teve uma numerosa descendência :
- Zenóbia (Zenobia) (1588-1612), casada com Giovanni III de Aragão Tagliavia;
- César (Cesare), (1592–1632), que sucedeu ao pai;
- Vitória (Vittoria), monja;
- Isabel (Isabella), monja;
- Filipe (Filippo) (?-1616), religioso;
- Francisco (Francesco) (?-1643), teve quatro filhos naturais;
- Giannettino (1601-1649), religioso;
- Vicente (Vincenzo), (1602–1697), que veio a ser Vice-Rei da Sicília (1677–1678);
- André (Andrea) (?-1686), Conde de San Paolo, pai de Vicente Gonzaga, Duque de Guastalla (1692–1714);
- Artemisia, monja em Bolonha;
- Carlos (Carlo) (?-1670), cavaleiro.